# Festival Internacional de Globos de Albuquerque

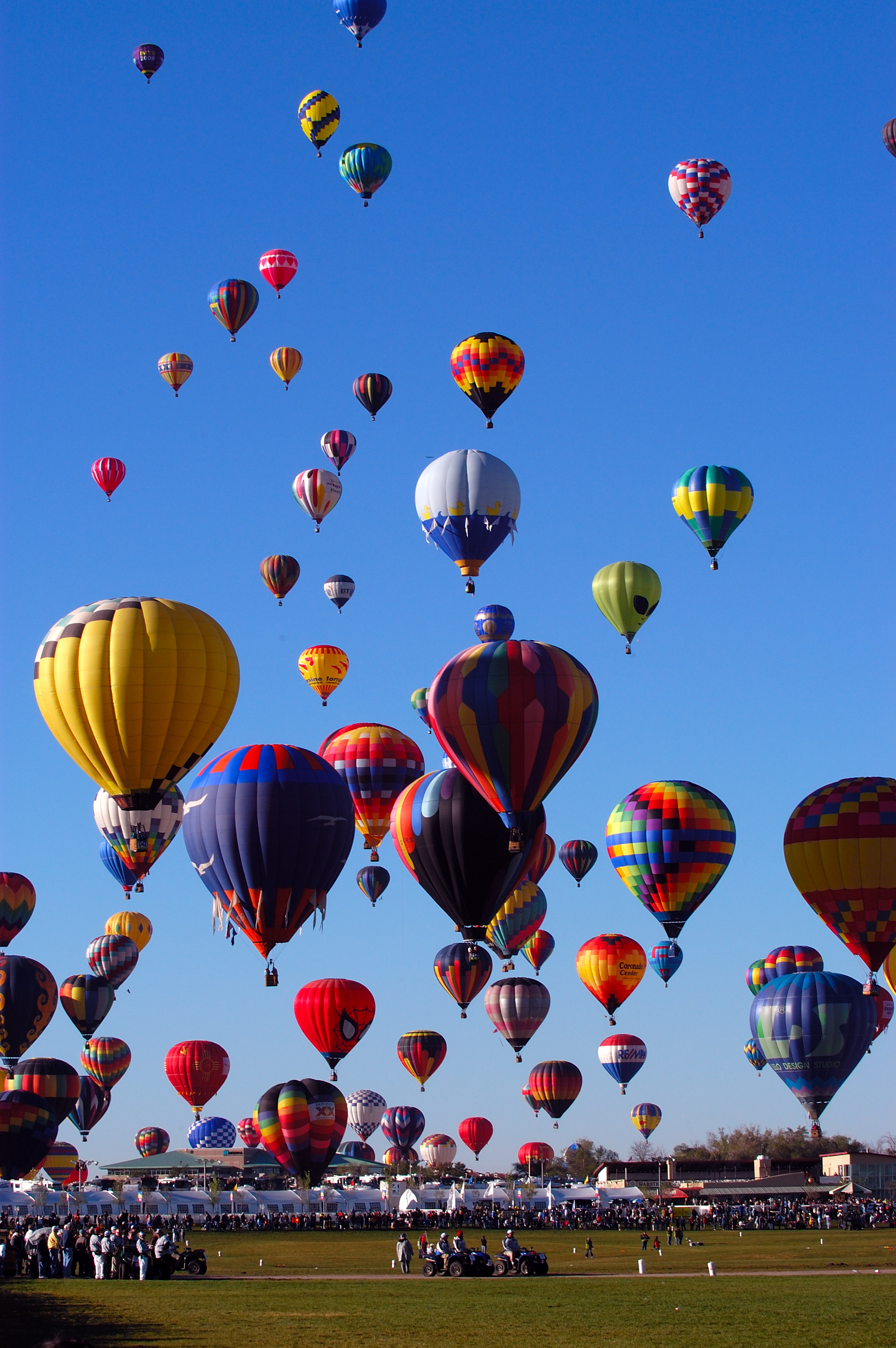
Despegue masivo en el Festival Internacional de Globos del año 2006.

El Festival Internacional de Globos de Albuquerque (en inglés Albuquerque International Balloon Fiesta) es un festival anual de globos aerostáticos, que se celebra tres fines de semana del mes de octubre en la ciudad de Albuquerque (Nuevo México). Es considerado el mayor festival de globos del mundo, ya que participan unos 500 globos cada año, y reúne a personas procedentes de todo el mundo.
La historia de este festival comenzó en 1972, cuando se realizó por primera vez para conmemorar el 50 aniversario de la estación de radio 770 KOB.
Los pilotos de los globos aerostáticos se preparan muy temprano, aproximadamente a las cuatro de la mañana. La gente puede ir y mirar los globos preparados para volar, y también pueden volar en unos de los globos sobre la ciudad de Albuquerque. Durante la noche los pilotos y sus equipos iluminan los globos para mostrarlos iluminados en la oscuridad a la gente.
La pandemia de COVID-19 en 2020 fue la causa mayor de su cancelación. Se volvería en 2021.